# SN 2009bc
SN 2009bc – supernowa typu Ia odkryta 17 marca 2009 roku w galaktyce A080047+4656. W momencie odkrycia miała maksymalną jasność 20,20m.